# 杨琼 (1846年)
杨琼（1846年—1917年），字迥楼，号柿平，白族，云南洱源人。清末民初教育家、政治人物。

## 生平
1891年，杨琼中举人。此后他历任晋宁州学政、昆明经正学院讲习、大理西云书院山长。1903年，他留学日本东京弘文学院。归国后，他历任云南陆军学校、云南省会师范学校校长。1907年，他任邓川劝学所董事兼高等小学校长。任内他大力兴办新学，并采取强迫教育，惩罚无故不入学儿童的父兄，遂兴办起60多所初等小学，并创办了乙种农桑职业学校。1911年，他任云南省第二模范中学堂监督。1913年，就任中华民国参议院议员，并且因最年长而在议长选举前擔任临时主席。1916年，他在昆明创办私德中学并任校长。1917年逝世。

## 著作
- 《滇中琐记》
- 《形声通》
- 《肄雅释词》
- 《小学均语》
- 《寄蒼廔集文鈔》